# Стойка (село)
Стойка — село на востоке Усть-Алданского улуса Якутии, в Дюпсюнском наслеге.

## География
Расположено в 39 км к северо-западу от улусного центра села Борогонцы и в 17 км от села Дюпся. Общая территория села — 87 га, из которых 2/3 составляют пастбища, 13 га — под водой, 7 га — под индивидуальными постройками.

## Население
| 2002 | 2010 | 2021 |
| ---- | ---- | ---- |
| 47   | ↘43  | ↗62  |

Население в 1989 году — 100 человек, на 1 января 2001 года — 40 человек.

## Инфраструктура
В селе находится производственный участок совхоза «Дюпсюнский»; основные производства — мясо-молочное скотоводство, мясное табунное коневодство.
Действуют клуб, начальная общеобразовательная школа, учреждения здравоохранения и торговли.